# Cootes Paradise
Cootes Paradise är en sumpmark i Kanada.   Den ligger i provinsen Ontario, i den sydöstra delen av landet, 400 km sydväst om huvudstaden Ottawa.
Runt Cootes Paradise är det i huvudsak tätbebyggt. Runt Cootes Paradise är det mycket tätbefolkat, med 2 915 invånare per kvadratkilometer.